# Annie Pootoogook
Annie Pootoogook (inuktitut: ᐊᓂ ᐳᑐᒍ)  (Cape Dorset, 11 de maig de 1969 - Ottawa, 19 de setembre de 2016) fou una artista canadenca d'origen inuit coneguda pels seus dibuixos de llapis de colors. La majoria de l'obra de Pootoogook retrata la vida quotidana de la petita comunitat de Cape Dorset, el seu poble natal, i també experiències pròpies.

## Biografia
L'Annie Pootoogook va néixer l'11 de maig de 1969 a Cape Dorset, Kinngait, al nord de Canadà, en una família de classe mitja dedicada a les arts. La seva mare, Napachie Pootoogook, es guanyava la vida com a artista gràfica, i el seu pare, Eegyvudluk Pootoogook, era xilògraf i escultor. La seva àvia materna, Pitseolak Ashoona va, ser una artista gràfica de renom i membre de la Royal Academy of Arts de Canadà. La seva cosina Shuvinai Ashoona i la seva tieta Kananginak Pootoogook eren dibuixants. L'Annie Pootoogook es va interessar per les arts des de petita.

## Carrera artística
Pootoogook va començar la seva carrera artística el 1997, amb 28 anys, a la West Baffin Eskimo Co-operative (anteriorment coneguda com a Kinngait Studios), a Cape Dorset.
La dècada dels 2000 va ser la més prolífica de Pootoogook. Va treballar com a artista independent del 2001 al 2007, just després d'abandonar la West Baffin Eskimo Co-operative. Durant aquests anys, va dibuixar escenes quotidianes íntimes que moltes vegades plasmaven violència, maltractaments, alcoholisme, el dia a dia de les dones del nord de Canadà, les dificultats que afronten les comunitats inuits, i l'impacte de la tecnologia en el seu estil de vida tradicional. Va ser en aquesta època quan Pootoogook va desenvolupar i consolidar un estil propi, i alhora va començar a ser reconeguda com a artista fora de la comunitat inuit. Va crear més de 1000 obres en paper en aquest període.
L'any 2003 va exposar una petita mostra a The Feheley Art Gallery (Toronto). Va ser la seva primera exhibició en solitari, i li va permetre guanyar notorietat fora de la comunitat inuit.

### Temes de l'obra
Pootoogook era coneguda pels seus dibuixos fets amb bolígraf i llapis de colors que il·lustraven la vida contemporània dels inuit. La seva obra se centra sobretot en tres temes: el dia a dia de les dones de Canadà del nord, les dificultats que afronten les comunitats inuits, i l'impacte de la tecnologia en el seu estil de vida tradicional. Per altra banda, la seva obra sovint juxtaposa escenes íntimes emmarcades dins la llar amb elements d'abús domèstic i violència, que resulten en un efecte inquietant. El comissari i amic de l'artista Jason St-Lauren va afirmar en una entrevista que Pootoogook 
"Sempre deia que dibuixava el món que l'envoltava, i aquest no era sempre bonic. Hi ha un rerefons molt fosc en part de la seva obra. (...) Fins i tot en les situacions domèstiques més banals que representava, com a A family sleeping ("Una família dormint"). Hi apareixen cinc persones dormint en un mateix llit; la seva obra aborda moltes qüestions socials del nord d'una manera molt sincera i angoixant." 
L'obra de Pootoogook rep una gran influència de la de la seva mare i la seva àvia, dues conegudes artistes inuits. Totes tres van desenvolupar la seva activitat artística sota el concepte inuit del sulijuk, moltes vegades traduït com a "honest" o "vertader". La filosofia que precedeix el sulijuk identifica la realitat, i la voluntat de plasmar-la amb honestedat, amb la bellesa. És per això que els dibuixos de Pootoogook són tan sincers, senzills i explícits. Un exemple d'aquesta transparència és que les obres sempre eren titulades segons el què representaven, com ara el dibuix Men Abusing his Partner ("Home abusant de la seva parella").

### Estil
Les composicions de Pootoogook es construeixen sobre dibuixos lineals minimalistes amb figures que sempre apareixen de cara o de perfil. L'artista utilitza un punt de fuga per crear la il·lusió de perspectiva però manipula aquesta profunditat aplanant la perspectiva dels subjectes. Els seus dibuixos moltes vegades presenten grans superfícies blanques. La seva obra ha estat descrita com a "rudimentària" i "naive" per la manca de realisme, composició i forma.
Pootoogook moltes vegades incloïa rellotges a les seves il·lustracions, i han esdevingut un motif associat a ella. L'acadèmia els reconeix com a elements recurrents en l'obra de l'artista, que al cap i a la fi es basa en capturar petits instants de temps.
El format dels dibuixos no permet que se'n facin còpies, contràriament a la tradició artística inuit on les reproduccions juguen un rol important pel comerç.

### Dr. Phil
L'obra més notable d'Annie Pootoogook és Dr. Phil, una representació d'una noia jove mirant el programa televisiu americà Dr Phil a casa seva a Kinngait, Nunavut. Aquesta composició és considerada un arquetip de l'obra de Pootoogook ja que, per una banda, tracta la influència de la tecnologia occidental a les comunitats del nord i, per l'altra, presenta el motif del rellotge. Tradicionalment, l'art inuit plasma activitats típiques de les comunitats del nord com la caça, la pesca i les reunions de caràcter ritual. Dr. Phil és l'exemple més emblemàtic de ruptura de Pootoogook amb les convencions de la tradició artística del seu poble, i és precisament aquesta imatgeria contemporània la que la va apropar als col·leccionistes d'art contemporani.

## Reconeixement i premis
La primera gran exposició en solitari d'Annie Pootoogook va ser el 2006 a The Power Plant, una galeria pública d'art contemporani de Toronto, Ontario. L'exhibició, dissenyada per Nancy Campbell, se centrava en la mitologia, les comunitats inuits i les dificultats de la vida a l'Àrtida.
El novembre de 2006, Pootoogook va guanyar el Sobey Art Award amb un premi de $50,000 (CND). El Sobey Art Award es concedeix a artistes menors de 40 anys que han exhibit la seva obra en una galeria pública o comercial de Canadà 18 mesos abans d'aplicar pel premi. La nota de premsa que anunciava la victòria de Pootoogook apuntava que "la seva obra reflexa alhora el moment actual d'una tradició específica i d'una pràctica de dibuix contemporània".
Després de guanyar el premi Sobey, la seva fama va continuar creixent. Va exhibir a grans shows com la Biennal de Montreal, Art Basel, i documenta, on va ser la primera artista inuit en participar en el certàmen d'art contemporani de Kassel, Alemanya.
Del 2009 al 2010, la seva obra va ser exposada en solitari en diverses galeries, com ara l'Agnes Etherington Art Centre (a Kingston, Ontario), el National Museum of the American Indian (a Washington D.C.), i el George Gustav Heye Centre (a Manhattan, Nova York). El 2010 va passar per la Biennal de Sydney.
El 2012, Pootoogook va participar en una de les seves últimes exhibicions al Museu d'Art Contemporani de Massachusetts. L'exposició, comissariada per Denise Markonish, es va anomenar Oh, Canada, i presentava 62 artistes canadencs incloent la cosina de Pootoogook Shuvinai Ashoona. Pootoogook era la única artista professional de la regió d'Ottawa que hi va participar.

### Col·leccions
Les institucions artístiques de Canadà van començar a interessar-se per l'art d'Annie Pootoogook el 2006, després que ella rebés el Sobey Award. La Art Gallery of Ontairo, la National Gallery of Canada i Feheley Fine Arts tenen col·leccions significants de la seva obra. Aquesta última és la principal responsable de la catalogació i venta de l'obra de Pootoogook.

## Mort
El cos d'Annie Pootoogook es va trobar al riu Rideau d'Ottawa el 19 de setembre de 2016. La policia va declarar que es tractava d'una "mort sospitosa". Dues autòpsies van determinar que la causa de la mort era l'ofegament, però mai es va estudiar si la mort es tractava d'un assassinat.
Després de la seva mort, el principal investigador del cas, el sergent Chris Hrnchiar, va publicar comentaris racistes a les xarxes socials on afirmava que la mort de Pootoogook probablement havia estat causa d'una addicció a l'alcohol o les drogues atribuïda a la seva ètnia, i negava rotundament que fos un assassinat. El novembre de 2016, Hrnchiar va ser declarat culpable davant de dos tribunals per "conducta indecorosa" i per fer comentaris sobre una investigació oberta.
El cos d'Annie Pootoogook va ser enviat a Cape Dorset, on va ser enterrada al seu poble natal.